# William Lilly
William Lilly (11. května 1602 Diseworth – 9. června 1681) byl proslulý anglický astrolog a okultista. V astrologické literatuře je považován za jednoho z největších astrologů historie.[zdroj⁠?!]

## Biografie
V mládí získal základní klasické vzdělání na škole v Ashby-de-la-Zouch. Když mu bylo sedmnáct, jeho otec zchudl a William Lilly odešel za obživou do Londýna. Po jeho šestiletém manželství se starší vdovou, zdědil v roce 1633 jistý majetek a začal se věnovat astrologickým studiím. Studoval klasická díla helénských astrologů i překlady astrologů arabských, z čehož později notně čerpal.
V roce 1647 vyšla jeho nejvýznamnější osmisetstránková kniha Christian Astrology, která se do dnešních dob dočkala mnoha vydání a překladů do jiných jazyků. Toto dílo je považováno za jedno ze stěžejních děl západní astrologické tradice. Zabývá se zejména horární astrologií, která byla Lillyho celoživotní specializací. Na základě jím sestavených horoskopů dokázal podávat tisíce předpovědí na nejrůznější otázky a během své astrologické praxe měl tisíce klientů (uvádí se až 1000 ročně). Sbírku horárních horoskopů také vydal jako druhý svazek Christian Astrology.
Začal také vydávat pravidelné astrologické almanachy, které upoutaly pozornost londýnské politické elity. Ve spise Monarchy or no Monarchy z roku 1651 dokonce skrytě předpověděl Velký požár Londýna. Poté, co ke zničení města ohněm v roce 1666 skutečně došlo, byl dokonce podezříván, že požár založil. Byl vyšetřován britským parlamentem, ale jeho vina se nikdy nepotvrdila. Zemřel roku 1681.

## Dílo
- Christian Astrology (1647), později vydávané jako tři svazky An Introduction to Astrology, The Resolution of All Manner of Questions a An Easie And Plaine Method Teaching How to Judge upon Nativities, naposledy vydáno 1999.
- Monarchy or no Monarchy (1651)